# Музей історії міста Бердянська
Музей історії міста Бердянська — філія Бердянського краєзнавчого музею. Створений рішенням виконкому № 477 від 21 серпня 2003. Урочисто відкритий 17 вересня 2005 року. Площа 557 м². Розташований за адресою — місто Бердянськ, вул. Італійська, 15.

## Експозиція
У п'ятьох залах музею відображено історію міста з початку XIX століття до початку XXI століття. В перших двох залах показано Бердянськ у дорадянський час, у третьому — в радянський період, в четвертому — Бердянськ в роки незалежності України з 1991 року та його подальший розвиток. П'ятий зал присвячений містам-побратимам Бердянська та матеріалам «Наше місто — переможець конкурсу «Місто найкращого благоустрою».
Конференц-зал музею обладнаний комп'ютерною, аудіо- та відеотехнікою.